# Piotr Dzięcioł
Piotr Dzięcioł (né le 29 juin 1950 à Święta Katarzyna) est un producteur de cinéma polonais. 

## Biographie
Piotr Dzięcioł, diplômé de l'Université de Wrocław et de l'École nationale de cinéma de Łódź est le président de la société de production Opus Film depuis sa création en 1991.

## Filmographie
En tant que producteur
- 2014 - Obywatel de Jerzy Stuhr
- 2008 - Zero de Paweł Borowski
- 2008 - TAMAGOTCHI
- 2007 - Lekcje pana Kuki de Dariusz Gajewski
- 2007 - Aleja gówniarzy de Piotr Szczepański (Coproducteur)
- 2006 - Inland Empire de David Lynch (pour la Pologne)
- 2006 - Hi way de Jacek Borusiński
- 2006 - Szklane usta de Lech Majewski
- 2006 - Chłopiec na galopującym koniu de Adam Guziński
- 2005 - L'apprenti de Sławomir Fabicki
- 2005 - Masz na imię Justine de Franco De Pena
- 2005 - Mistrz de Piotr Trzaskalski
- 2003 - Zwierzę powierzchni
- 2002 - Edi de Piotr Trzaskalski

## Récompenses et distinctions
- Festival du film polonais de Gdynia 2013 
  - Meilleure production pour Ida de Paweł Pawlikowski - Ewa Puszczyńska et Piotr Dzięcioł
- élu Personnalité de l'année de la ville de Łódź en 2002.